# Chimarrhis microcarpa
Chimarrhis microcarpa är en måreväxtart som beskrevs av Paul Carpenter Standley. Chimarrhis microcarpa ingår i släktet Chimarrhis och familjen måreväxter. Inga underarter finns listade i Catalogue of Life.